# Hetman Białystok
Hetman Białystok ist ein polnischer Fußballverein aus Białystok in der Woiwodschaft Podlachien. Zurzeit spielt der Verein in der vierten polnischen Spielklasse.

## Geschichte
Der Verein wurde 1948 als Zrzeszenie sportowe Gwardia gegründet. 1956 wurde er in Klub Sportowy Gwardia Białystok umbenannt, 1991 erhielt er den heutigen Namen.
Der Verein Hetman Białystok wurde 1951–1952 gegründet und spielte zu Beginn in 2. Liga Ost. Zum Verein gehören auch noch andere Abteilungen wie Boxen, Leichtathletik, Bridge, Tischtennis und Judo.

## Bekannte ehemalige Spieler
- Fußballspieler; Dariusz Bayer, Jacek Bayer, Cezary Kulesza, Igor Lewczuk
- Boxer; Paweł Głażewski, Grzegorz Kiełsa, Aleksy Kuziemski, Andrzej Liczik, Łukasz Maszczyk, Krzysztof Zimnoch